# 64 (руски часопис)
„64“ (рус. 64 - Шахматное обозрение) је специјализовани руски шаховски магазин. Издаје се од 1968. године. Познат је по својој награди „Оскар“, која се додељује најбољем шахисти године по избору шаховских новинара из читавог света.